# Arcano maior

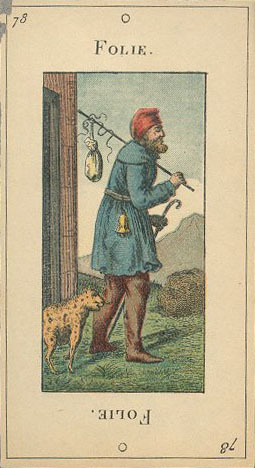
Exemplo de arcano maior (o Louco) em baralho clássico de tarô do século XIX.

Os arcanos maiores ou, ainda, triunfos maiores são uma subdivisão do tarô e, juntamente, com os arcanos menores formam uma das partes integrantes do baralho. Em conjuntos esotéricos, os arcanos maiores entram em contrapartida com os menores e retratam situações gerais e em que circunstância encontra-se a alma, o espírito ou o subconsciente humano em determinada situação, por isso é representado por elementos simbólicos gerais da cultura humana. Os arcanos maiores são geralmente considerados por leitores de cartas como relativas a questões de maior efeito ou profundo significado, ao contrário dos arcanos menores que se relacionam com o mundo quotidiano e questões de importância imediata.

## Lista
As imagens nas cartas esotéricas dos arcanos maiores são frequentemente repletas de simbolismos ocultos; escondido, há muito mais na ilustração do que uma mera descrição da carta título. As primeiras cartas não eram nomeadas e numeradas, e tinham somente imagens. A ordem das cartas não é normalizada. No entanto, um dos mais comuns conjuntos de nomes e números é a seguinte:
| Número | Nome                        |
| ------ | --------------------------- |
| 0      | O Louco                     |
| I      | O Mago                      |
| II     | A Suma Sacerdotisa/A Papisa |
| III    | A Imperatriz                |
| IV     | O Imperador                 |
| V      | O Hierofante/O Papa         |
| VI     | Os Enamorados               |
| VII    | A Carruagem                 |
| VIII   | A Justiça                   |
| IX     | O Eremita                   |
| X      | Roda da Fortuna             |
| XI     | A Força                     |
| XII    | O Enforcado/O Pendurado     |
| XIII   | Morte                       |
| XIV    | A Temperança                |
| XV     | O Diabo                     |
| XVI    | A Torre                     |
| XVII   | A Estrela                   |
| XVIII  | A Lua                       |
| XIX    | O Sol                       |
| XX     | O Julgamento                |
| XXI    | O Mundo                     |